# Bantanalu, Kanakapura
Bantanalu là một làng thuộc tehsil Kanakapura, huyện Ramanagara, bang Karnataka, Ấn Độ.